# Miezgovce
Miezgovce jsou obec na Slovensku v okrese Bánovce nad Bebravou.
Leží v nadmořské výšce 240 metrů. Žije zde 283 obyvatel.
První písemná zmínka o obci je z roku 1389. V obci je římskokatolická kaple svatého Egídia.